# سی‌موس
cmus یک نرم‌افزار پخش کنندهٔ فایل‌های صوتی است برای سیستم‌عاملهای شبه‌یونیکس است. cmus تحت اجازه‌نامه عمومی همگانی گنو (GPL) منتشر می‌شود و فقط دارای واسط متنی است که از کتابخانهٔ ncurses بهره برده است.
واسط متنی در این نرم‌افزار باعث مصرف کم منابع سیستم شده‌است و آن را تبدیل به انتخاب خوبی برای رایانههایی با قدرت پایین و همچنین سیستم‌هایی که فاقد محیط گرافیکی (مانند سیستم پنجره ایکس) هستند کرده‌است. با حذف استفاده از ماوس، نرم‌افزار می‌تواند کارهایی را سریعتر از زمانی که از ماوس استفاده می‌شود انجام دهد.